# 인평
인평(仁平)은 신라 선덕여왕(善德女王)의 두 번째 연호이다. 634년에서 647년 7월까지 13년 7개월 동안 사용하였다. 647년 정월에 선덕여왕의 뒤를 이어 즉위한 진덕여왕(眞德女王)이 7월까지 이어서 사용하였으며, 이후 개원하였다.

## 연대대조표
| 인평 | 원년       | 2년        | 3년        | 4년        | 5년        | 6년        | 7년        | 8년        | 9년        | 10년       |
| 서력 | 634년      | 635년      | 636년      | 637년      | 638년      | 639년      | 640년      | 641년      | 642년      | 643년      |
| 간지 | 갑오(甲午) | 을미(乙未) | 병신(丙申) | 정유(丁酉) | 무술(戊戌) | 기해(己亥) | 경자(庚子) | 신축(辛丑) | 임인(壬寅) | 계묘(癸卯) |
| 인평 | 11년       | 12년       | 13년       | 14년       |            |            |            |            |            |            |
| 서력 | 644년      | 645년      | 646년      | 647년      |            |            |            |            |            |            |
| 간지 | 갑진(甲辰) | 을사(乙巳) | 병오(丙午) | 정미(丁未) |            |            |            |            |            |            |

## 같이 보기
- 한국의 연호

| 이전연호: | 다음연호: |
| --------- | --------- |
| 건복      | 태화      |